# Forcelles-Saint-Gorgon
Forcelles-Saint-Gorgon är en kommun i departementet Meurthe-et-Moselle i regionen Grand Est (tidigare regionen Lorraine) i nordöstra Frankrike. Kommunen ligger i kantonen Vézelise som tillhör arrondissementet Nancy. År 2022 hade Forcelles-Saint-Gorgon 159 invånare.

## Befolkningsutveckling
Antalet invånare i kommunen Forcelles-Saint-Gorgon
| Referens: INSEE |